# Пещерные храмы Удаягири
Пещерные храмы Удаягири (Удайгири) (хинди उदयगिरि गुफाएँ, англ. Udayagiri Caves) — комплекс из двадцати пещерных индуистских храмов возле города Видиша в штате Мадхья-Прадеш. Храмовый комплекс когда-то был расположен на двух уровнях. На верхнем уровне в древности находился рукотворный храм, от которого сохранился лишь фундамент. На нижнем уровне расположена группа пещер естественного и искусственного происхождения. Одна из пещер посвящена джайнизму, в то время как все остальные являются индуистскими храмами. Комплекс датируются V веком нашей эры, о чем говорят настенные надписи в пещерах.
Храмы Удаягири считаются древнейшими сохранившимся индуистскими храмами в Индии. Относятся к охраняемым памятникам и находятся под контролем Археологического управления Индии.
Пещерные храмы Удаягири являются политеистическими. В них представлены основные направления индуизма: вайшнавизм (Вишну), шактизм (Дурга) и шиваизм (Шива). Символом храмового комплекса Удаягири стала монументальная скульптура Вишну в лице своего воплощении Варахи. В скульптурной композиции Вараха спасет землю, которую олицетворяет фигурка Бху-деви (Притхиви), цепляющаяся за клык вепря. Стены пещер содержат надписи, по которым можно определить время создания пещерного комплекса. Среди них выделяются первые надписи, датируемые периодом Гуптов (Чандрагупта II, правивший в 375—415 годах) и Кумарагупта I (415—455 годы).
Помимо пещерных храмов комплекс Удаягири известен скальными гротами и петроглифами, руинами древних зданий, системы водоснабжения, оборонительных укреплений и других исторических достопримечательностей, которые продолжают оставаться предметом археологических исследований.

## Происхождение храмового комплекса

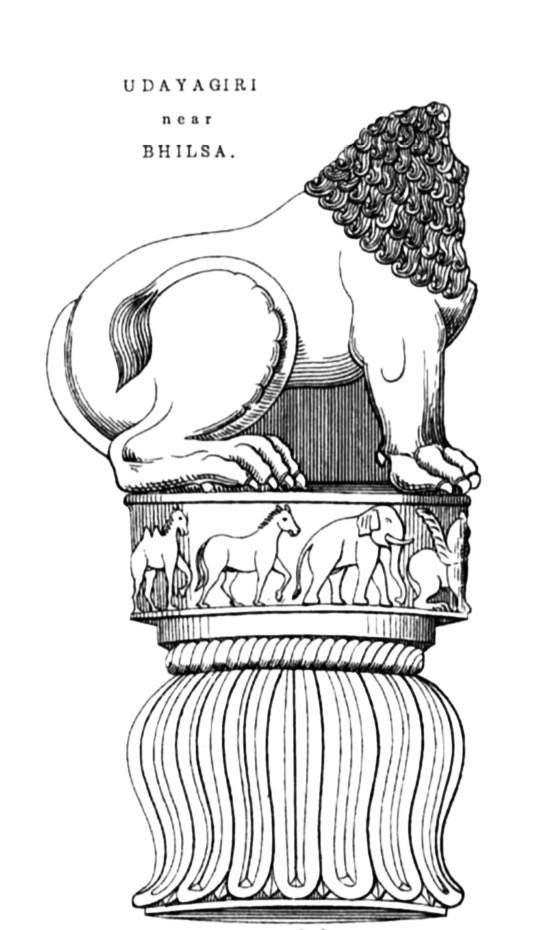
Львиная колонна из Удаягири: зарисовка

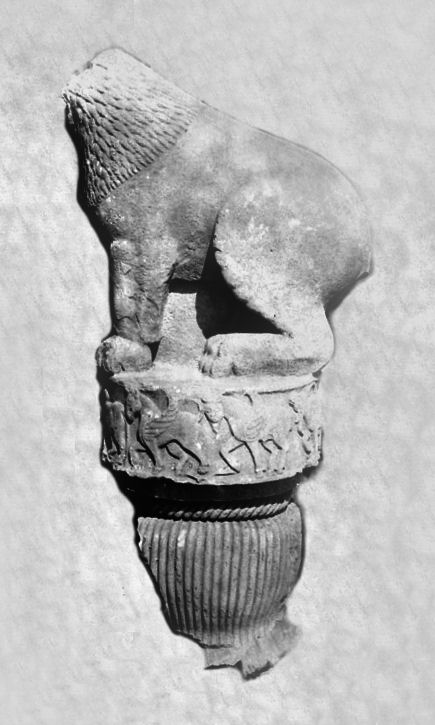
Львиная колонна из Удаягири: фотография

Удаягири дословно означает «Восход солнца». В последние века первого тысячелетия до нашей эры на территории современного штата Мадхья-Прадеш преобладал буддизм. Религиозным центром буддизма был недалеко располагающийся древний город Санчи. Однако во втором столетии до нашей эры на смену буддизму пришёл бхагаватизм, возникший в результате слияния брахманизма и местных религиозных культов. О признаках раннего вайшнавизма в форме бхагаватизма свидетельствует знаменитая колонна Гелиодора в близлежащем городе Видише. Главным культом, по всей видимости, был культ Васудевы, который по политическим и религиозным каналам связывал регион с древней Таксилой. Кроме того, местное население и правители поклонялись богу солнца Сурье. О том, что некогда в Удаягири существовал храм Солнца, говорит найденная знаменитая «львиная» капитель, которой Индия обязана своим гербом. Благодаря поклонению Сурье город получил название «Восход солнца».
В начале первого тысячелетия индуизм вытеснил буддизм в центральной Индии. Настенные надписи в храмах называют окружающую местность уже по-новому: «Вишну-пада-гири» (Visnupadagiri), то есть горы в стопах Вишну. Раскопки показали, что Удаягири был городом уже к IV веку до нашей эры и крупным городом к III веку до нашей эры. Инициатором строительства пещерных храмов стал правитель из династии Гуптов, Чандрагупта II, который царствовал с 380 по 414 годы. Пещеры создавались в течение последних десятилетий IV века и были освящены в 401 году. Удаягири в то время представлял собой окраины столичного Видиша.
С V по XII века Удаягири являлся популярным местом паломничества. Об этом свидетельствует ряд надписей на храмовых стенах. Некоторые надписи между IX и XII веками упоминают подарки в форме деревень и земель в пользу храмов, за счёт которых поддерживалась их деятельность. Однако среди надписей нет упоминания знаменитых раджей. В ряде надписей описываются подарки от дарителей, которые, по всей видимости, были наместниками или вождями, а также дары от простых людей. Всё это свидетельствует о том, что храмы Удаягири жили за счёт потока паломников.
Впервые пещеры были подробно изучены основателем индийской археологии Александром Каннингемом в 1870-х годах. По результатам исследования его рисунки были опубликованы Археологическим управлением Индии в 1880 году.

## Структура храмового комплекса и его искусство
Комплекс насчитывает семь пещер Шивы, девять вайшнавских пещер и три пещеры, посвящённые шактизму. Все храмы представлены квадратными или почти квадратными пещерами, полностью выдолбленными в скальной породе. Пещеры значительно различаются по площади. Крупные пещеры содержат образы всех трёх направлений индуизма. Самой большой является пещера №19 в честь Шивы. Первоначально пещеры были пронумерованы Александром Каннингемом, начиная с южной и заканчивая северной пещерой. Всего Каннингем насчитал десять пещер, однако в XX веке число найденных объектов увеличилось. Департамент археологии Гвалиора ввёл дополнительные номера новооткрытых пещер, располагавшихся между ранее найденными. В результате последовательная нумерация пещер сбилась. По состоянию на начало XXI века всего насчитывалось двадцать пещер.
| № пещеры | Культ             | Артефакты |
| -------- | ----------------- | --- |
| 1        | не определён      | святилище разрушено |
| 2        | не определён      | частично видны барельефы |
| 3        | Шива              | образ Сканды (бога войны) |
| 4        | Шива-Шакти        | музыканты, играющие на лютне и ситаре, речные богини Ганга и Ямуна, святилище Шивы с лингамом в форме лица                                                                                     |
| 5        | Вишну             | монументальная панель с образом Варахи, спасающего землю |
| 6        | Шива-Шакти, Вишну | дварапалы, Вишну и Шива-Гангадхара, Дурга, убивающая демона Махишасуру (Махишасура-Мардини), Ганеша, матрики (богини-матери из всех трех традиций индуизма)                                    |
| 7        | Шакти             | фигуры богинь-матерей, образы Карттикеи и Ганеши |
| Проход   | не определён      | каменные ступени и надписи на стенах |
| 8        | не определён      | дварапалы, надпись на санскрите, упоминающая основателя храма Чандрагупту II |
| 9        | Вишну             | повреждённые образы Вишну |
| 10       | Вишну             | повреждённые образы Вишну |
| 11       | Вишну             | повреждённые образы Вишну |
| 12       | Вишну             | фигуры Нарасимхи и двух Вишну |
| 13       | Вишну             | панель с образом Ананта-Шеши и возлежащим на нём Вишну, фигуры Чандрагупты II и его министра                                                                                                   |
| 14       | не определён      | канал для потока воды |
| 15       | не определён      | отсутствуют |
| 16       | Шива              | пьедестал для божества и настенные изображения |
| 17       | Шива              | дварапала, один из самых ранних известных барельефов Ганеши, Дурга в форме Махишасура-Мардини                                                                                                  |
| 18       | Шива              | четыре вооружённые Ганеши, а также поклоняющийся им посетитель |
| 19       | Шива              | столбы с мифическими животными, речные богини Ганга и Ямуна, боги и демоны пахтают молочный океан, семья Шива-Парвати-Ганеша-Картикея, два шива-лингама, один лингам перенесён в музей в Санчи |
| 20       | Джайнизм          | тиртханкара Паршванатх, надписи на санскрите, фигуры джайнов, образ вооружённого Ганеши |

## Монументальная панель с образом Варахи
Символом пещерных храмов Удаягири стала монументальная панель с образом аватара Варахи. Она повествует об истории Вишну, воплотившегося в теле Варахи для спасения земли. Последняя представлена в образе Притхиви, богини земли. Вараха выглядит мужественным человекоподобным гигантом, а спасаемая им земля — маленькой и беззащитной женщиной. Оригинальная история изложена в Тайттирия-упанишада и Шатапатха-брахмана. Панель иллюстрирует выполнение божественного долга, победу и почитание праведности. Победа Варахи приветствуется мириадами божеств и святых, которым поклонялись в IV веке. Все фигуры одеты в традиционную индийскую одежду. Боги носят мужские дхоти, а богиня одета в женское сари. Монументальная панель даёт подробное представление о ранней иконографии Вишну и связанных с ним персонажей.
| 1 — Вишну в воплощении Варахи 2 — Притхиви, богини земли, держится за клык Варахи 3 — Брахма, сидящий в цветке лотоса 4 — Шива, сидящий верхом на быке Нанди 5 — Бог солнца Адитья 6 — Бог огня Агни 7 — Бог ветра Ваю 8 — Боги-помощники Индры (васу) 9 — Одиннадцать богов-Рудр 10 — Божества ганадеваты | 11 — Риши (мудрецы) 12 — Речная богиня Ямуна (или Самудра) 13 — Вирасена, министр при дворе Гуптов 14 — правитель Чандрагупта II 15 — Бог змей Нагадева 16 — Спутник Варахи (аскет) 17 — Святые, включая семь саптариши 18 — Мудрец Нарада играет на ситаре 19 — Мудрец Тумбуру играет на вине |

Подробный план отдельных фрагментов
|                                     |               |                      |                     |                                                      |                        |
| Вид на панель с левого нижнего угла | Святые и боги | Верхняя часть Варахи | Речная богиня Ямуна | Бог змей Нагадева (слева) и правитель Чандрагупта II | Спутник Варахи (аскет) |

## Панель Ананташаяна
Панель Ананташаяна (Anantasayana) является второй по значимости и масштабу после панели с аватаром Варахой. Название панели «Ананташаяна» происходит от имени Ананта-Шеша, на котором возлежит Вишну. Композиция представлена гигантским Вишну, лежащим головой на восток. Его ложем выступает Ананта-Шеша, многоголовый змей, символ вечного времени. Рядом с Вишну находятся фигуры божеств и спутников: Брахма, Лакшми, Маркандея, Гаруда, а также два демона Мадху и Кайтабха. Возле ложа Вишну, как и в случае с Варахой, находится маленькая фигурка человека. Это Чандрагупта II, он держит в руке светильник, дающий свет во тьме ночи. За спиной господина заметен Вирасена, министр при дворе Гуптов, участвовавший в строительстве храма. Тот факт, что Чандрагупта II изображён на обеих панелях, показывает не только важность его персоны, но и личное участие правителя в поклонении Вишну.
История Мадху и Кайтабха описывается в «Деви-махатмье» и «Девибхагавата-пуране». По легенде оба демона появились из уха Вишну, когда тот дремал на вечном змее. Они намеревались уничтожить Брахму, но тот стал восхвалять Йога-нидру или Маха-майю — силу, под влиянием которой дремал Вишну. Когда Майя спала и Вишну очнулся, он уничтожил демонов своей Сударшаной. Панель Ананташаяна иллюстрирует конец Кальпы, разрушение Вселенной и наступление «ночи Брахмы». Панели Варахи и Ананташаяны связаны друг с другом. Сон Вишну означает тьму и разрушение Вселенной. Подвиг Варахи спасает человечество и открывает новую эпоху и Вселенную. Две панели расположены на противоположных концах одного и того же прохода храмового комплекса. Закат отражается на Ананташаяне, Вараха встречает восход нового дня.
Рядом с Ананташаяной находится Вишну в образе аватара Нарасимхи. Он меньше по размеру, чем Ананташаяна или Вараха. Нарасимха представляет собой временную форму, которую принимает Вишну ради спасения своего преданного Прахлады от демонического отца Хираньякашипу. По мистической воле Хираньякашипу его не мог убить ни человек, ни животное, ни днем, ни ночью. Нарасимхе поклоняются как получеловеку-полульву. Таким образом, он находится в промежуточном положении между Варахой и Ананташаяной. Нарасимха  символизирует сумеречное время между разрушением и созданием Вселенной.
Панели Ананташаяны и Варахи не имеют надписей и датировки. Однако обе выполнены в одинаковой манере, с образом Чандрагупты II и его министра. Индологи полагают, то панели созданы одновременно, то есть в 401—402 годах. Это означает, что пещерный комплекс задумывался и воплощался как единый замысел. Исследователи Удаягири считают, что панель Ананташаяна была частью астрономической схемы, по которой брахманы и население определяли важнейшие календарные даты. В день летнего равноденствия лучи солнца касались ступней Вишну, что ознаменовало середину года. В настоящее время лучи солнца практически не касаются ступней Вишну. Это связано с тем, что за минувшие две тысячи лет характеристики вращения земли изменились.
Панель Ананташаяна
|  |  |  |  |  |  |  |
|  |  |  |  |  |  |  |

## Иконография Вишну
Хотя подсчет изображений Вишну затруднен из-за повреждений каменных образов, считается, что в пещерах находится девять небольших изображений четырехрукого Вишну. На каждом из них он стоит лицом к посетителю пещеры в прямой статичной позе, называемой в иконографии «сампада» (sampada). Семь изображений хорошо сохранилось и только два образа перед пещерой №6 едва различимы. Хорошо узнаваемые пять изображений Вишну находятся в проходах пещер №9, 10, 11 и ещё два расположены возле образа Нарасимхи в пещере №12. Слабо идентифицируемое, видимо, антропоморфное изображение божественного оружия Вишну, Аюдха-пуруша (Ayudhapurusha), находится напротив образа Вишну в пещере №11. Считается, что девятое неидентифицируемое изображение Вишну находится в нише между знаменитой панелью Варахи и пещерой №6.
На всех изображениях Вишну опирается двумя руками на своё оружие: Каумодаки и Сударшану. В некоторых случаях оружие представлено персонифицированными образами: Гада-деви (булава) и Чакра-пуруша (Сударшана). Две другие руки лежат на талии или, скорее, на причудливом поясе, характерном для изображений в Удаягири. В углу пещеры №6 Вишну можно опознать по рисунку «Шриватса» на груди. Рисунок Шриватса уникален для храмов Удаягири. Он нигде больше не повторяется, кроме знаменитого изображения Вишну на колонне Гелиодора. Четыре рисунка на «кирита мукута» (kirita mukuta, цилиндрической короне) Вишну из пещеры №6 можно встретить ещё в нескольких местах комплекса. В частности, на руке Дурги в образе Махишасура-Мардини, а также на абаке колонны (которая перевезена в музей Гвалиора). С шеи Вишну свисает длинная цветочная гирлянда (ванамала или виджаянти). Она охватывает его руки и падает ниже колен. Все образы хорошо узнаваемы по набору спутников Вишну и его атрибутам.
Образы Вишну в асане сампада
|                          |                                   |                                    |                                    |                                   |                                                      |
| Вишну с булавой и чакрой | Вишну с Гада-деви и Чакра-пурушей | Слабо идентифицируемый образ Вишну | Слабо идентифицируемый образ Вишну | Вишну с Гада-деви и Чакра-пурушей | Пещера №6 (слева направо): Ганеша, Вишну и Дварапала |

## Удаягири как политический и религиозный проект Гуптов

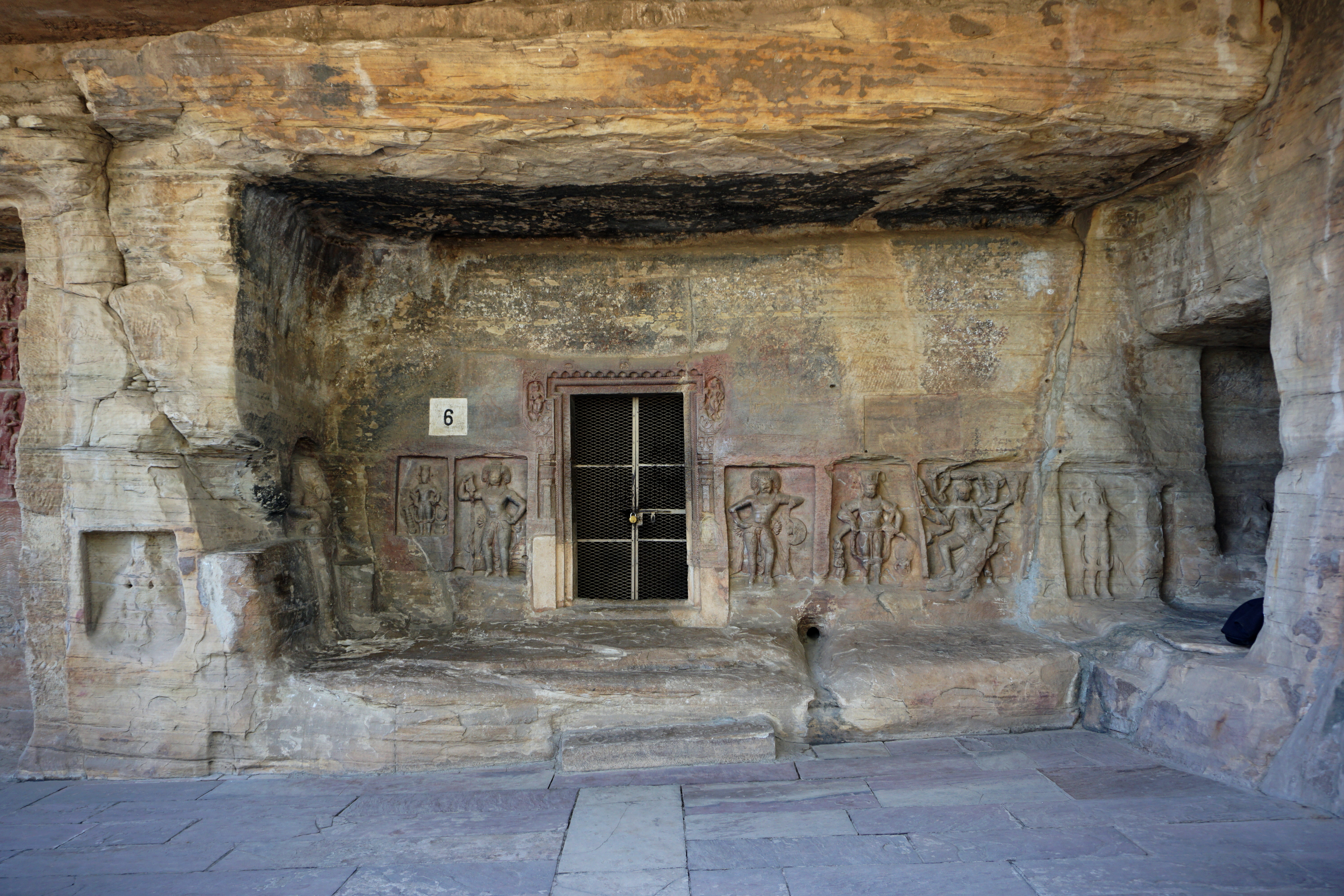
Вход в пещеру №6

По мнению археолога-индолога Майкла Уиллиса, становление Удаягири как центра паломничества произошло задолго до IV века. Благодаря ведению календаря город представлял сбой центр астрономии и просвещения. Об этом свидетельствуют скульптуры комплекса, солнечные часы и надписи на храмовых стенах. Почитание солнца превратило Удаягири в священный город и дало ему название «Восход солнца». Перестройка города и строительство пещер началось при Самудрагупте в середине IV века. Затем его потомок, Чандрагупта II, несколько десятилетий спустя начал активно возводить пещерные храмы. Их создание должно было способствовать образу правителя как главного императора («чакравартина», cakravartin) и верховного преданного Вишну («парабхагавата», paramabhāgavata). Строительство храмов превратило Удаягири из астрономического в религиозный центр. Инициатор строительства, Чандрагупта II, впоследствии получил титул «Викрамадитья» (Vikramaditya), «солнечное совершенство». Согласно индологу Патрику Оливелле, Удаягири являлся символом династий Гуптов, которые демонстрировали терпимость к политеизму с тенденцией к генотеизму.

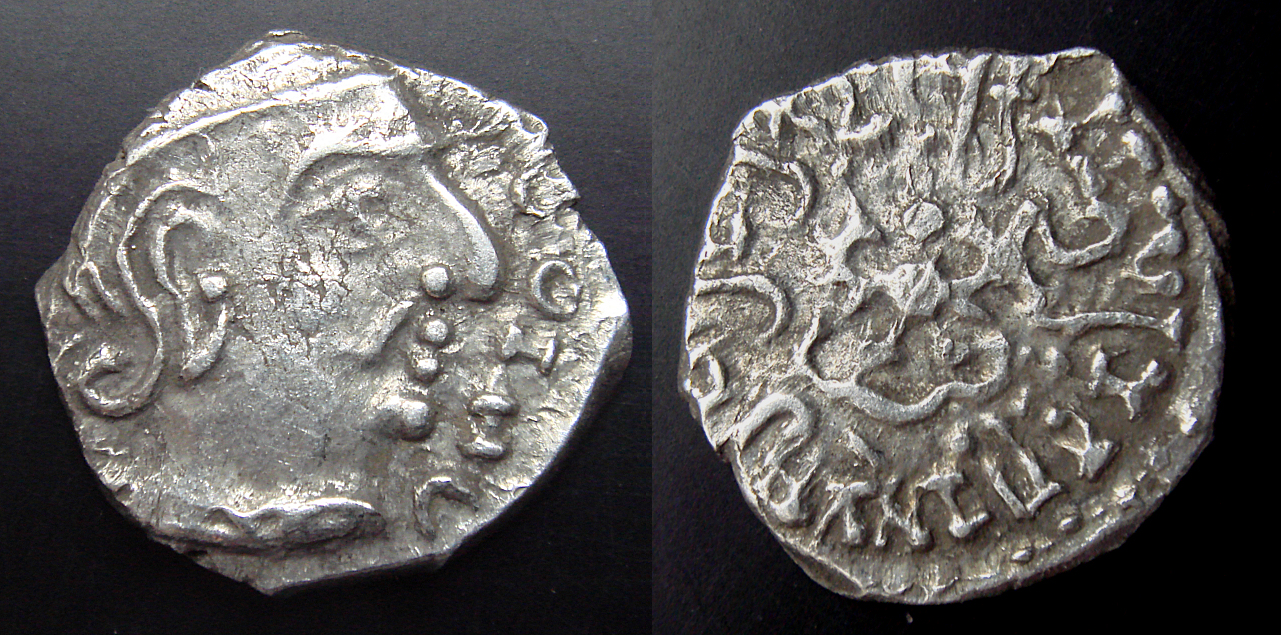
Профиль Чандрагупты II на серебряной монете

Пещерные храмы иллюстрируют поклонению Вишну в образах его многочисленных аватар. Они образуют связь между ведическим прошлым и вайшнавским будущим. Вишну посвящено значительное число храмов и главная панель комплекса с образом Варахи, спасающего землю. Вишну спускается на землю для наведения порядка и восстановления равновесия, когда в мире царит хаос и несправедливость. Некоторые его аватары, такие как Нарасимха, Вараха, Вамана (Тривикрама) и Рама, во многом почитаются как примеры справедливого правления. Иллюстрации из пуран на стенах храмов дают представление о справедливости, правах и обязанностях, а также праведности (дхарме) в её различных аспектах. Иконография Варахи наполнена символикой, она рисует образ спасителя человечества. Образ Варахи создает недвусмысленную параллель с правителями древней Индии. Возле Варахи склоняется в поклоне мужчина, одетый в царские одежды. Это Чандрагупта II, признающий свою дхарму и общественный долг, а также поклоняющийся Вишну. Кроме того, пещерные храмы изобилуют смешением культов, здесь можно найти не только Вишну, но и Шиву и его супругу Дургу. Пантеизм отражает религиозную терпимость и тот факт, что после эпохи Маурья индуизм процветал в Древней Индии по соседству с буддизмом.

## Местонахождение

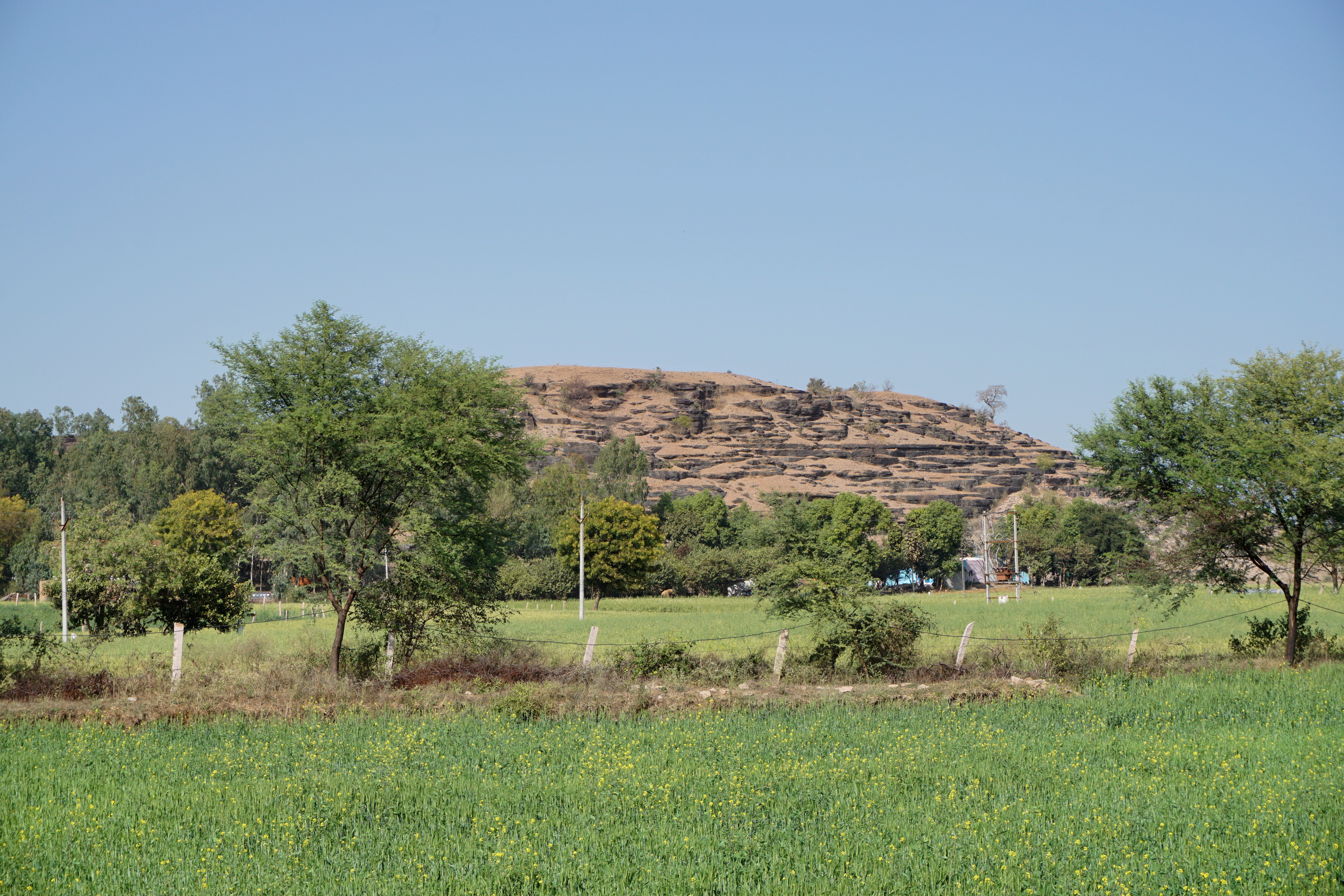
Вид на скалу с пещерными храмами

Пещерные храмы Удаягири расположены на двух невысоких горах возле реки Бетва, на берегу её притока. Горы представляют собой изолированную гряду высотой 110 метров и длиной около 2,5 км. Горы состоят из горизонтальных пластов белого песчаника. Пещерные храмы находятся в 6 км к западу от города Видиша и в 11 км к северо-востоку от буддийского участка Санчи или в 60 км к северо-востоку от Бхопала. В Бхопале находится ближайшая крупная железнодорожная станция и аэропорт с регулярными рейсами. Прямой общественный транспорт отсутствует, до пещер от близлежащего населенного пункта можно добраться на моторикше.